# كاندي كلارك
كاندي كلارك (بالإنجليزية: Candy Clark)‏ مواليد 20 نوفمبر 1947، هي ممثلة أمريكية بدأت مسيرتها الفنية عام 1972.

## وصلات خارجية
- كاندي كلارك على موقع IMDb (الإنجليزية)
- كاندي كلارك على موقع ألو سيني (الفرنسية)
- كاندي كلارك على موقع تيرنر كلاسيك موفيز (الإنجليزية)
- كاندي كلارك على موقع أول موفي (الإنجليزية)
- كاندي كلارك على موقع قاعدة بيانات الأفلام السويدية (السويدية)
- كاندي كلارك على موقع إن إن دي بي (الإنجليزية)
- كاندي كلارك على موقع قاعدة بيانات الفيلم (الإنجليزية)
- كاندي كلارك على موقع كينوبويسك (الروسية)